# Arkadi Rylov
Arkadi Rylov (en russe : Арка́дий Алекса́ндрович Рыло́в) (17 janvier 1870 (29 janvier dans le calendrier grégorien), village d'Istobensk, district d'Orlov (Oblast de Kirov) Empire russe — 22 juin 1939, Léningrad) est un peintre russe puis soviétique, peintre de paysages, graphiste et professeur.
Membre de Mir iskousstva, de l'Union des artistes russes, de l'Association des artistes de la Russie révolutionnaire, organisateur au sein de l'Union des artistes de Leningrad, professeur à l'institut Repine et à l'Académie des artistes de la Russie.

## Biographie
Son père souffrant de maladie mentale, Arkadi Rylov grandit dans la famille de son beau-père qui était notaire.
Il étudie à Saint-Pétersbourg, d'abord à l'Académie d'art et d'industrie Stieglitz (1888—1891) et chez Constantin Kryjitski. Puis, de 1894 à 1897, il suit les cours de l'Académie des artistes chez Arkhip Kouïndji. Il participe à la création de l'association Mir iskousstva, de l'Union des artistes russes. À partir de 1915, il est membre de l'académie de peinture.
Il réalise de nombreuses œuvres, peintures et esquisses dans les environs de Saint-Pétersbourg et en Finlande, dans les tons qui lui étaient caractéristiques. Il travaille aussi comme illustrateur et écrit un essai sur la nature. 
Rylov est également président de la Société des artistes Arkhip Kouïndji.
À partir de 1902, il organise une classe de dessin animalier à l'école de la Société impériale d'encouragement des beaux-arts et, à partir de 1917, il enseigne à l'Académie des arts. Il collabore aussi au journal Tchij.

## Élèves
- Nikolaï Timkov (1912—1993)

## Œuvres

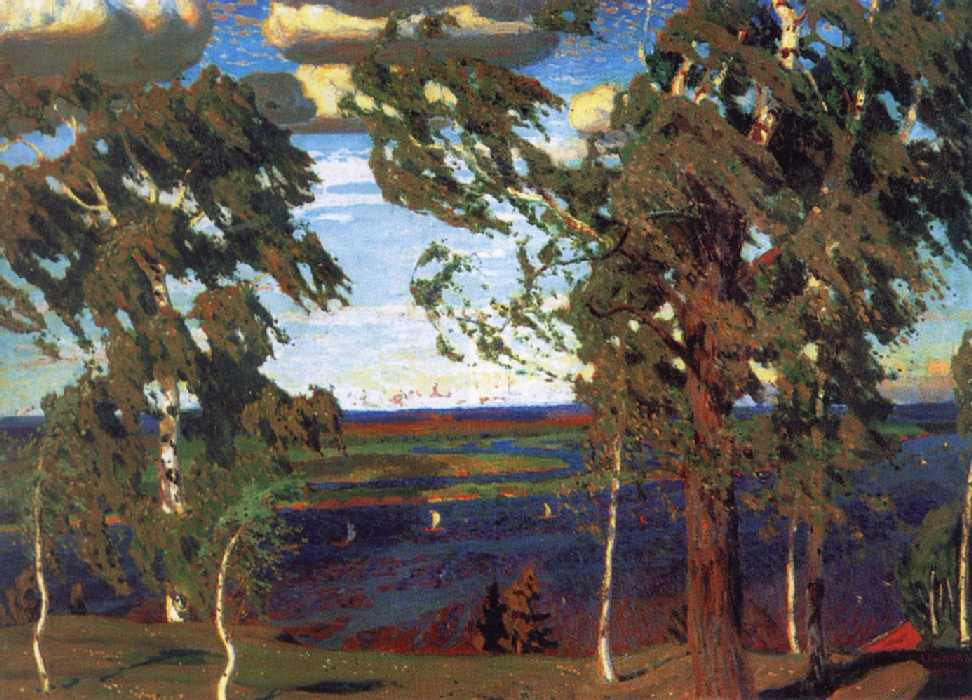
Le bruit de la nature, 1904 Huile sur toile, 107×146 cm Musée Russe
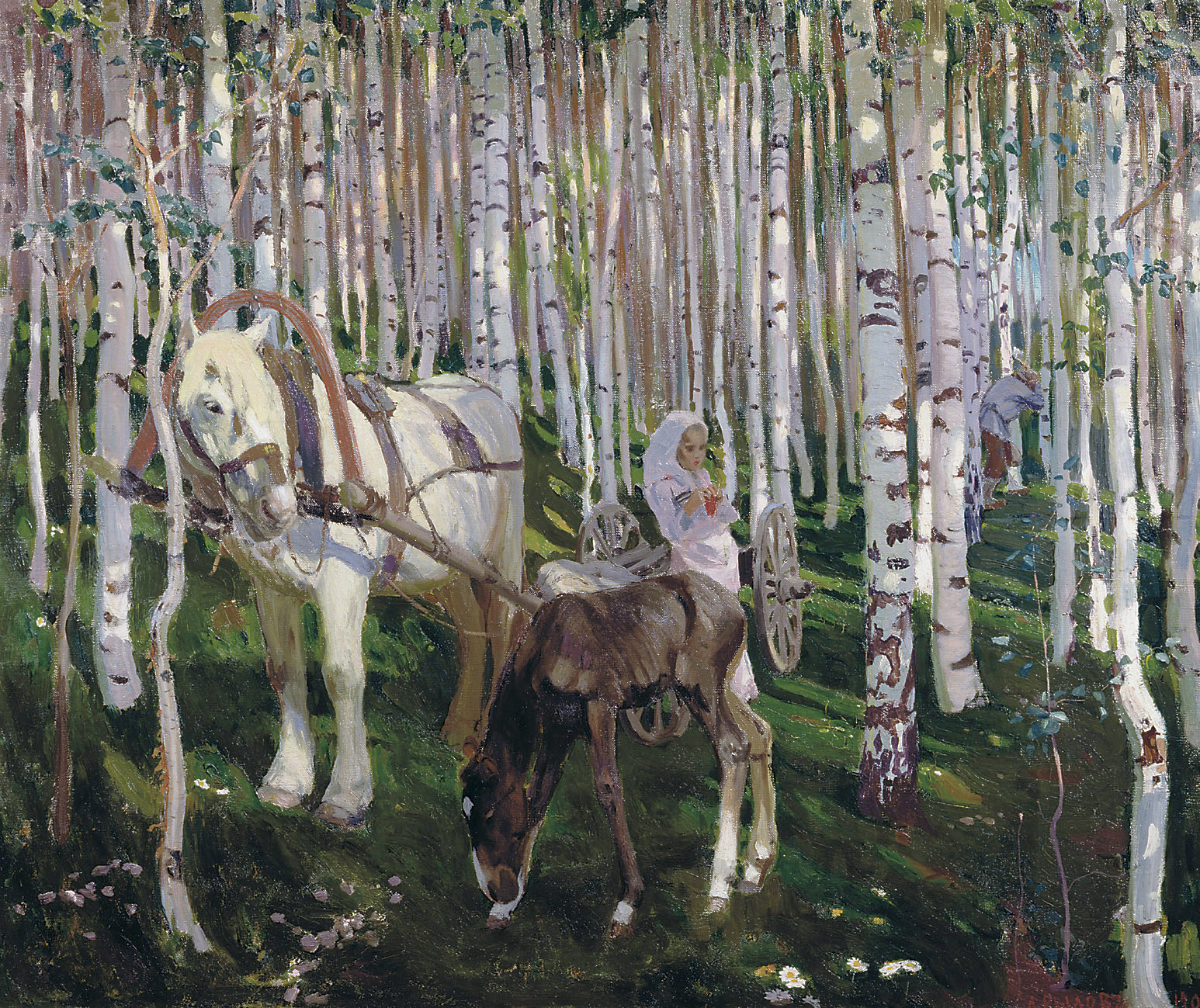
Au bois, 1905 Huile sur toile, Musée Vaznetsov à Kirov
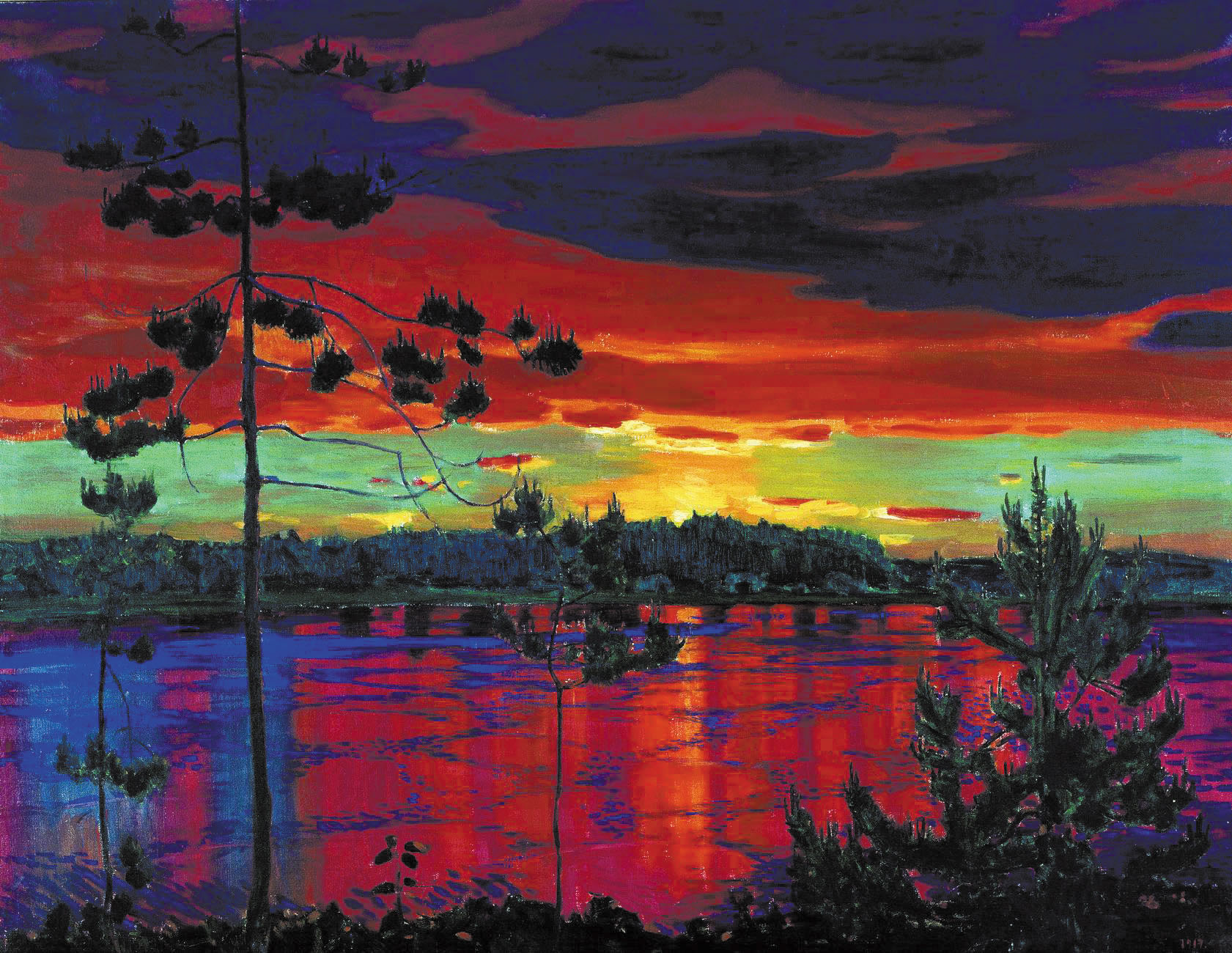
Coucher de soleil. 1917 Huile sur toile. 100×129 cm Musée-réserve d'Etat de Smolensk
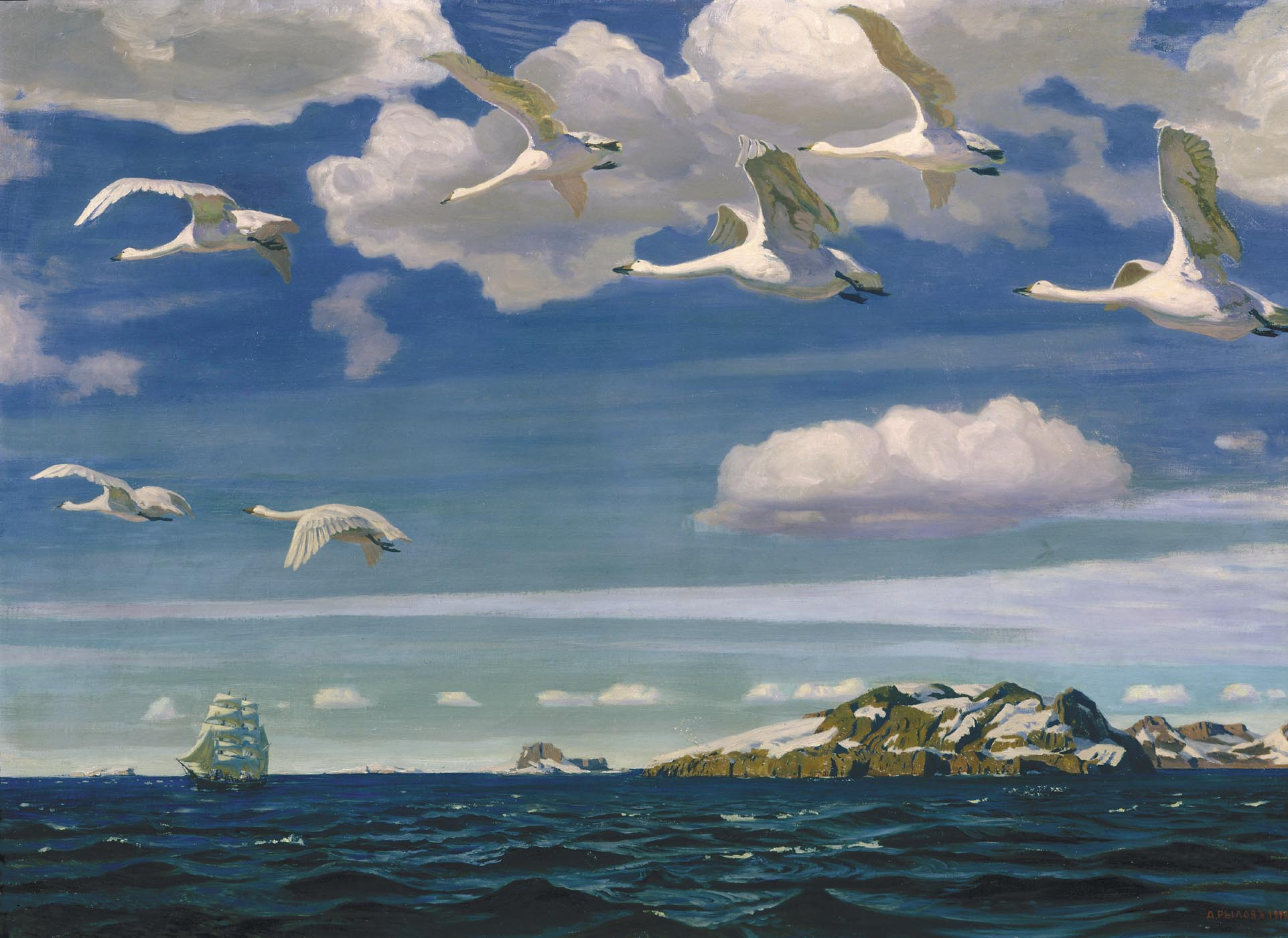
Dans l'azur bleu 1918 Huile sur toile. 109×152 cm Galerie Tretiakov
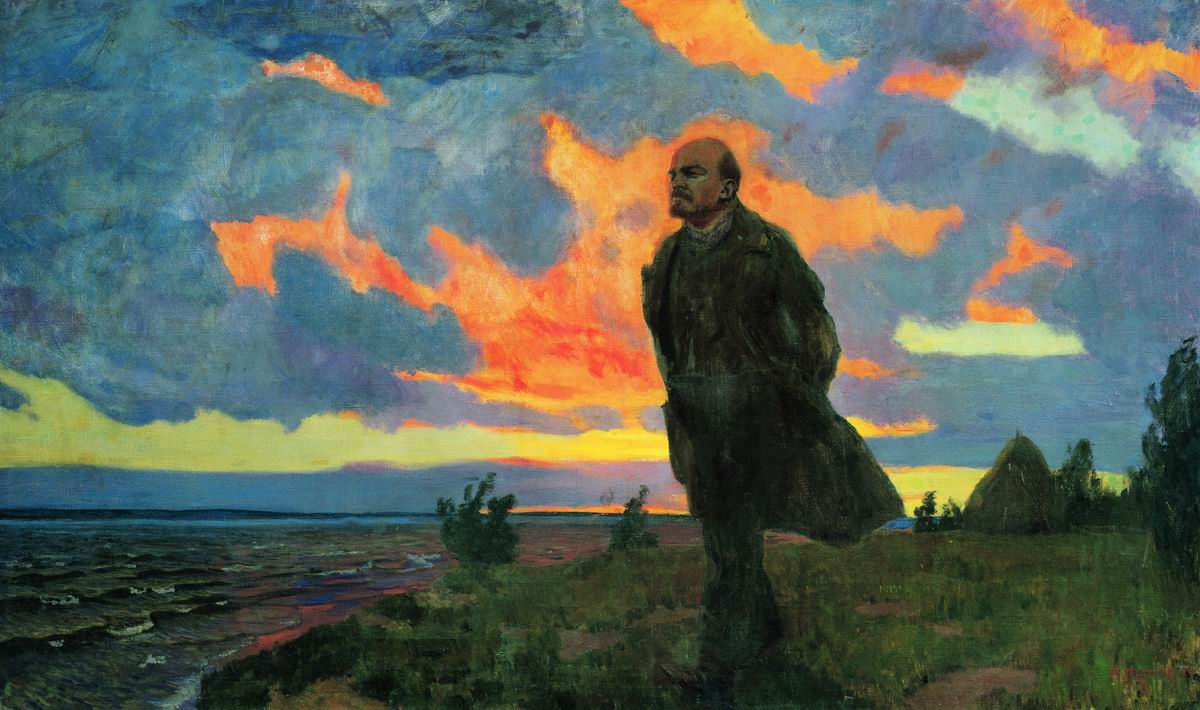
V. I. Lénine à Razliv en 1917 .(1934) Huile sur toile. Musée Russe

Le Bruit de la nature (1904) et Dans l'azur bleu (1918) sont ses œuvres les plus connues,.